# Сосновский, Дмитрий Валерьевич
Дми́трий Вале́рьевич Сосно́вский (род. 6 июля 1989, Ялта, Крымская область) — российский боец смешанного стиля, представитель тяжёлой весовой категории. Выступает на профессиональном уровне начиная с 2012 года, известен по участию в турнирах бойцовских организаций UFC, Coliseum FC, Oplot Challenge, ProFC и др.

## Биография
Родился 6 июля 1989 года в городе Ялта Крымской области. Несмотря на рождение на территории Украинской ССР, вопреки распространённому в некоторых СМИ заблуждению, Сосновский на самом деле никогда не был гражданином Украины — он провёл детство в Подмосковье, проходил срочную службу в Торжке, и паспорт у него только российский.
С юных лет увлекался силовыми видами спорта, занимался тяжёлой атлетикой и армрестлингом — выступал на соревнованиях «Богатыри России», «Русский жим» и др.
Важным событием в его биографии стало знакомство с известным бойцом смешанных единоборств Алексеем Олейником, который посоветовал ему заняться ММА и на долгие годы стал его наставником. На некоторое время Сосновский переехал в родной город Олейника Харьков, где оба бойца стали членами местного клуба «Оплот».

### Начало профессиональной карьеры
Дебютировал в смешанных единоборствах на профессиональном уровне в октябре 2012 года на турнире ProFC, выиграв у своего соперника техническим нокаутом за 20 секунд. Регулярно выступал в местной харьковской лиге Oplot Challenge, в общей сложности одержал здесь шесть побед и за свой агрессивный стиль ведения боя получил прозвище «Злая машина».
Один из важнейших поединков в своей спортивной карьере провёл в январе 2014 года на турнире «Колизей» в Санкт-Петербурге, встретившись с титулованным российским тяжеловесом Александром Емельяненко. Опытный Емельяненко считался в этом противостоянии явным фаворитом, однако уже в начале первого раунда Сосновский обрушил на него град ударов, и рефери остановил бой, засчитав технический нокаут.
Когда в феврале 2014 года харьковский «Оплот» был разгромлен и захвачен националистами Правого сектора, Сосновский вместе со своим наставником Алексеем Олейником был вынужден переехать в Москву, а в 2015 году оба бойца прекратили отношения с клубом. Так или иначе, после победы над Емельяненко к Сосновскому пришла всеобщая известность, стали поступать предложения от многих бойцовских организаций, в том числе и от престижной американской организации Bellator MMA, с которой боец в конечном счёте подписал долгосрочный контракт. Несмотря на наличие контракта, в итоге он так ни разу и не выступил в Bellator, предпочтя ему выступление в России на турнире Octagon Fighting Sensation.

### Ultimate Fighting Championship
Имея в послужном списке десять побед без единого поражения, Сосновский привлёк к себе внимание крупнейшей бойцовской организации мира Ultimate Fighting Championship и стал одним из её бойцов. Тем не менее, из-за череды травм дебют в UFC долгое время откладывался и переносился. Наконец, в марте 2018 года на турнире в Лондоне Сосновский вышел в октагон против местного английского бойца Марка Годбира и с помощью удушающего приёма сзади сумел принудить его к сдаче в концовке второго раунда. Позже выяснилось, что Сосновский дрался в этом бою с переломом орбитальной кости, полученным незадолго до начала турнира во время спарринга с Александром Волковым.
2 февраля 2019 года предстоял бой с Жуниором Албини, но за три недели перед встречей Сосновский на тренировке получил травму плеча.

### Уголовное дело
13 ноября 2019 года Пресненский суд Москвы арестовал Дмитрия Сосновского, который проходил подозреваемым по делу, возбуждённому о похищении человека группой лиц. По информации «МК», вместе с ним задержан ещё один боец ММА — Александр Гладков. Отмечается, что компания, в которую входил Сосновский, похитила мужчину, избила его и требовала простить долг их друга размером в 400 тысяч рублей.
13 мая 2021 года суд приговорил 31-летнего спортсмена к 8 годам 5 месяцам колонии, его сообщники также были приговорены к 9,5 и 8,5 годам лишения свободы. Они будут отбывать наказание в исправительной колонии строгого режима.
В октябре 2024 года был условно-досрочно освобождён.

## Статистика в профессиональном ММА
| Боёв 11         | Побед 11 | Поражений 0 |
| --------------- | -------- | ----------- |
| Нокаутом        | 6        | 0           |
| Сдачей          | 3        | 0           |
| Решением        | 2        | 0           |
| Ничьи           | 0        | 0           |
| Не состоявшихся | 0        | 0           |

| Результат | Рекорд | Соперник              | Способ                 | Турнир                             | Дата            | Раунд | Время | Место                   | Примечание |
| --------- | ------ | --------------------- | ---------------------- | ---------------------------------- | --------------- | ----- | ----- | ----------------------- | ---------- |
| Победа    | 11–0   | Марк Годбир           | Сдача (удушение сзади) | UFC Fight Night: Werdum vs. Volkov | 17 марта 2018   | 2     | 4:26  | Лондон, Англия          |            |
| Победа    | 10–0   | Олег Гапченко         | TKO (удары руками)     | Octagon Fighting Sensation 4       | 16 мая 2015     | 1     | 2:16  | Ярославль, Россия       |            |
| Победа    | 9–0    | Иво Кук               | TKO (удары руками)     | Oplot Challenge 104                | 8 ноября 2014   | 1     | 1:54  | Москва, Россия          |            |
| Победа    | 8–0    | Александр Емельяненко | TKO (удары руками)     | Coliseum FC: New History 2         | 25 января 2014  | 1     | 1:40  | Санкт-Петербург, Россия |            |
| Победа    | 7–0    | Мухомад Вахаев        | Сдача                  | ProFC 50                           | 31 августа 2013 | 1     | 2:17  | Ростов-на-Дону, Россия  |            |
| Победа    | 6–0    | Евгений Болдырев      | Единогласное решение   | Oplot Challenge 73                 | 31 августа 2013 | 3     | 5:00  | Харьков, Украина        |            |
| Победа    | 5–0    | Демион Мартиндейл     | Единогласное решение   | Oplot Challenge 68                 | 21 июня 2013    | 3     | 5:00  | Харьков, Украина        |            |
| Победа    | 4–0    | Джерри Отто           | Сдача (удушение сзади) | Oplot Challenge 56                 | 10 мая 2013     | 1     | 1:35  | Харьков, Украина        |            |
| Победа    | 3–0    | Игорь Кукурудзяк      | TKO (удары руками)     | Oplot Challenge 40                 | 8 марта 2013    | 1     | 1:38  | Харьков, Украина        |            |
| Победа    | 2–0    | Томас Пойер           | TKO (удары руками)     | Oplot Challenge 12                 | 10 ноября 2012  | 1     | 0:37  | Харьков, Украина        |            |
| Победа    | 1–0    | Святослав Щербаков    | TKO (удары руками)     | ProFC 42: Oplot                    | 13 октября 2012 | 1     | 0:20  | Харьков, Украина        |            |